# Championnat d'Italie féminin de rugby à XV de 2e division
Le championnat d'Italie féminin de rugby à XV de 2e division, qui s'appelle officiellement Serie A, est le deuxième échelon des compétitions nationales féminines de rugby à XV en Italie.
Créé en 2022 par la Fédération italienne de rugby, il a repris le nom de l'ancienne première division, qui a été rebaptisée Eccellenza puis Serie A Élite.
Calvisano a remporté la saison inaugurale en 2022-2023.

## Historique
Depuis sa création en 1991, le championnat italien féminin ne comptait qu'un niveau. Certaines saisons, un système de hiérarchie entre poules avait été mis en place mais toujours au sein d'une même compétition. En 2011-2012 la « poule 1 Élite » qualifiait pour la phase finale plus d'équipes que les autres poules, mais le système fut abandonné au bout de deux saisons.
Confrontée à de forts déséquilibres au sein du championnat (avec de fréquents matchs à 100 points), n'apportant rien ni aux gagnantes ni aux vaincues, et encore moins au public, la FIR décida la création d'un championnat de haut niveau resserré, et par là même d'une deuxième division, le tout avec promotion et relégation.
Ainsi en 2021-2022, la nouvelle formule de la première division fut conçue pour procéder à un « écrémage » important et ne conserver que huit clubs sur les 22 engagés. Les 14 relégués allaient participer à la toute première édition du championnat de 2e division, la Serie A 2022-2023. 
La passerelle entre les deux niveaux consiste en une promotion automatique du club champion de Serie A et la relégation automatique du dernier club de Serie A Élite. Les équipes réserves ne sont pas éligibles à la promotion.
En 2025-2026, la formule du championnat évolue et la fédération italienne regroupe les meilleures équipes au sein d'un groupe établi au mérite sportif (la poule 1) tandis que les poules 2 et 3 restent des groupes géographiques. La promotion automatique du champion est maintenue.

## Palmarès
| Saison    | Vainqueur | Score   | Finaliste     | Lieu de la finale                   | Spectateurs |
| --------- | --------- | ------- | ------------- | ----------------------------------- | ----------- |
| 2022-2023 | Calvisano | 19 - 17 | Volvera       | Stade Venegoni-Marazzini, Parabiago | environ 500 |
| 2023-2024 | Volvera   | 20 - 17 | Puma Bisenzio | Campo Moletolo, Parme               | environ 400 |
| 2024-2025 | Neapolis  | 13 - 10 | Parabiago     | Stade Mario Lodigiani, Florence     | environ 200 |
| 2025-2026 |           |         |               |                                     |             |